# Erdős Anna
Erdős Anna (Budapest, 1953. december 29.–) keramikus művész.

## Életútja
A tanítónőképző főiskolát Budapesten végezte, 1975-ben diplomázott, közben 1972-1975 közt Bálványos Huba rajzszakkörét látogatta. Pedagógusi pályáját rajztanítással kezdte a Kavicsos közi Általános Iskolában, Újpalotán. 1978-ban bekapcsolódott a vizuális nevelési kísérletekbe, majd művészetoktatói képzésben vett részt. 1990-ben úgynevezett „C” kategóriás Művészeti Oktatói Működési Engedélyt kapott és kerámia szakvizsgát tett (1993).
1990 óta kerámia szakoktatóként és keramikusként dolgozott, 1994-től szabadfoglalkozású és vállalkozó keramikusként. Az 1990-es évek második felében megismerkedett a raku-kerámia technikával, s alkotásait egyéni és csoportos kiállításokon mutatja be. A 2000-es években műhelyében grafikus leányával, Terray Magdolnával az alkalmazott grafika és a kerámiaművészet előnyeit ötvözik."Asatte" brandnév alatt.
2013 óta papíragyaggal dolgozik. Az ezzel az anyaggal készült használati edényei az "Origami.ceramic" nevet viselik.
2015 óta vezeti saját iskoláját Kelenföldi Kerámiastúdió néven.

## Kiállítások (válogatás)

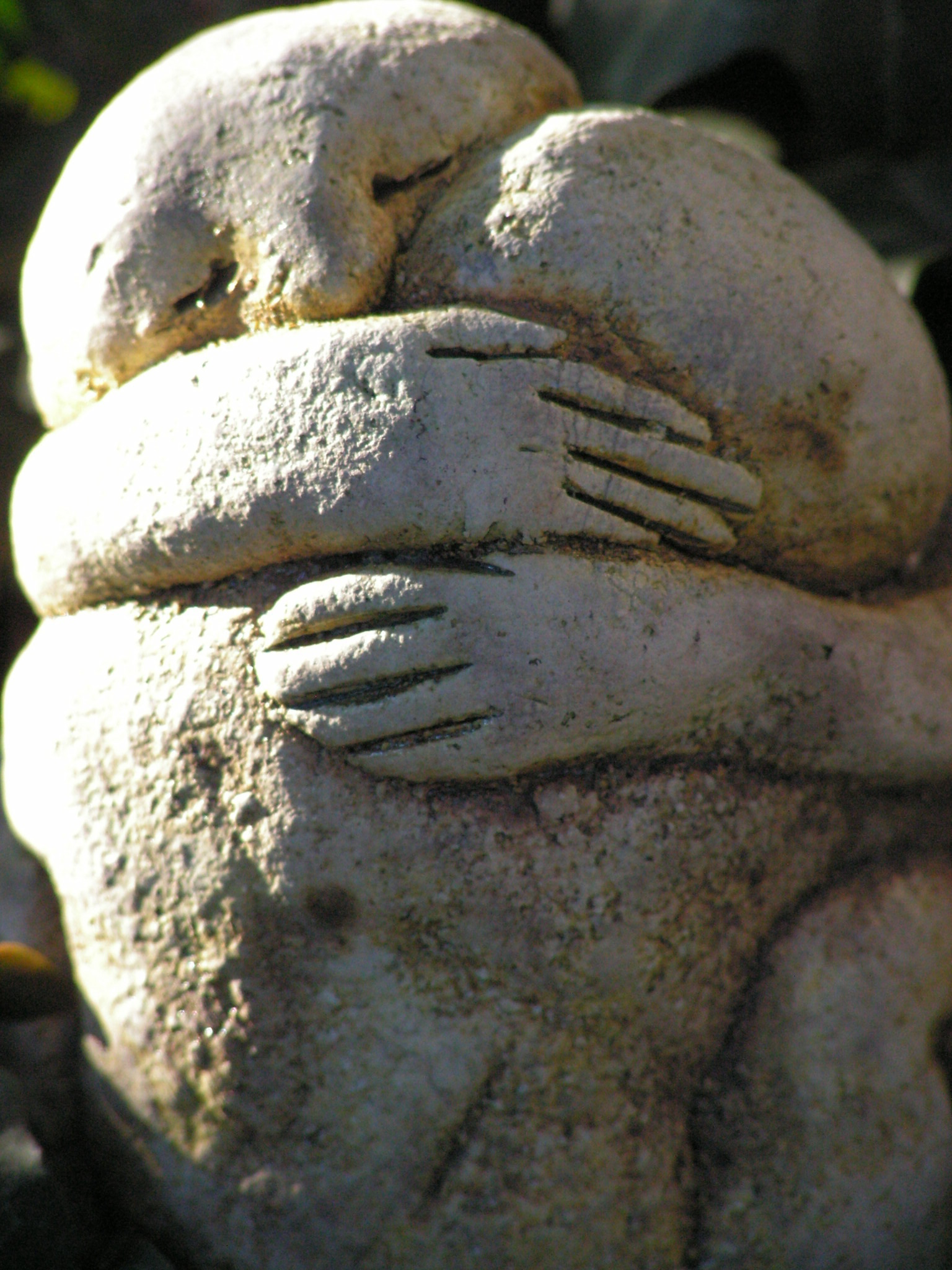
Szerelemtojás
(Egg of Love)

### Egyéni
- 2004 • Szépmíves Galéria, Pécs
- 2004 • Józsefvárosi Galéria, Budapest
- 2005 • Petró Galéria, Nagykanizsa
- 2005 • Pincegaléria, Kapolcs
- 2009 • Iskolagaléria, Baja
- 2010 • Levendula Galéria, Gödöllő
- 2011 • Namur (Belgium)
- 2015 • Gödöllő, Monád Galéria
- 2018 • Gödöllő, Monád Galéria
- 2022. Bor- és kézművesgaléria, Budapest
- 2025. Wine and Art Galéria, Budapest

### Csoportos
- 2000 • Millenniumi Kiállítás. Budapest, Campona
- 2010 • Belső Kert Galéria, Pécs

## Díjak, elismerések
- 2009 • Kerti kerámia pályázat egyik díjazottja a háromból, Csehország, Beroun
- 2010 • Kerti kerámia pályázat egyik díjazottja a háromból, Csehország, Beroun
- 2015 • Bürgel (D) "Das Spiele" Második díj

## Galéria

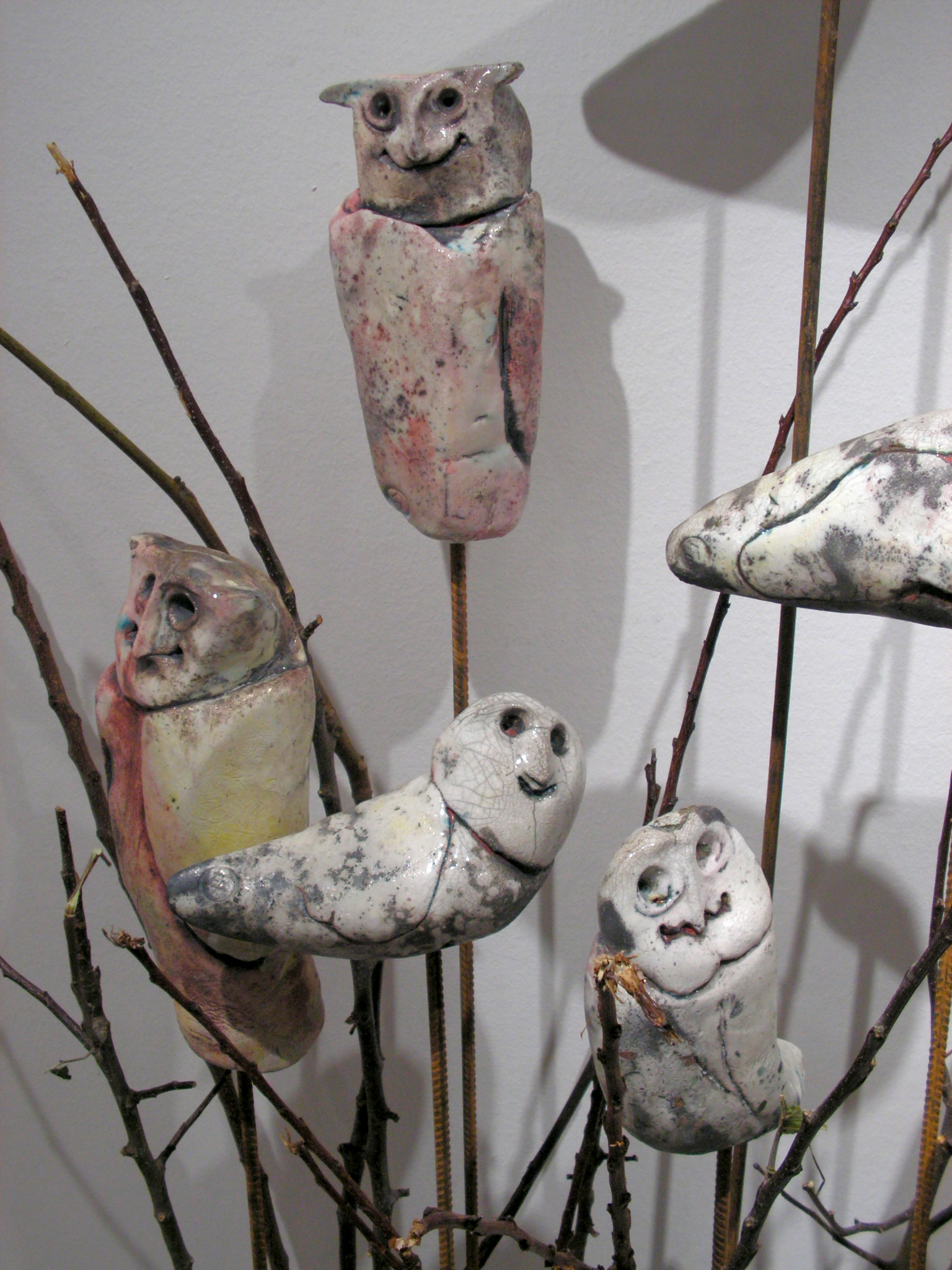
Díjnyertes baglyok
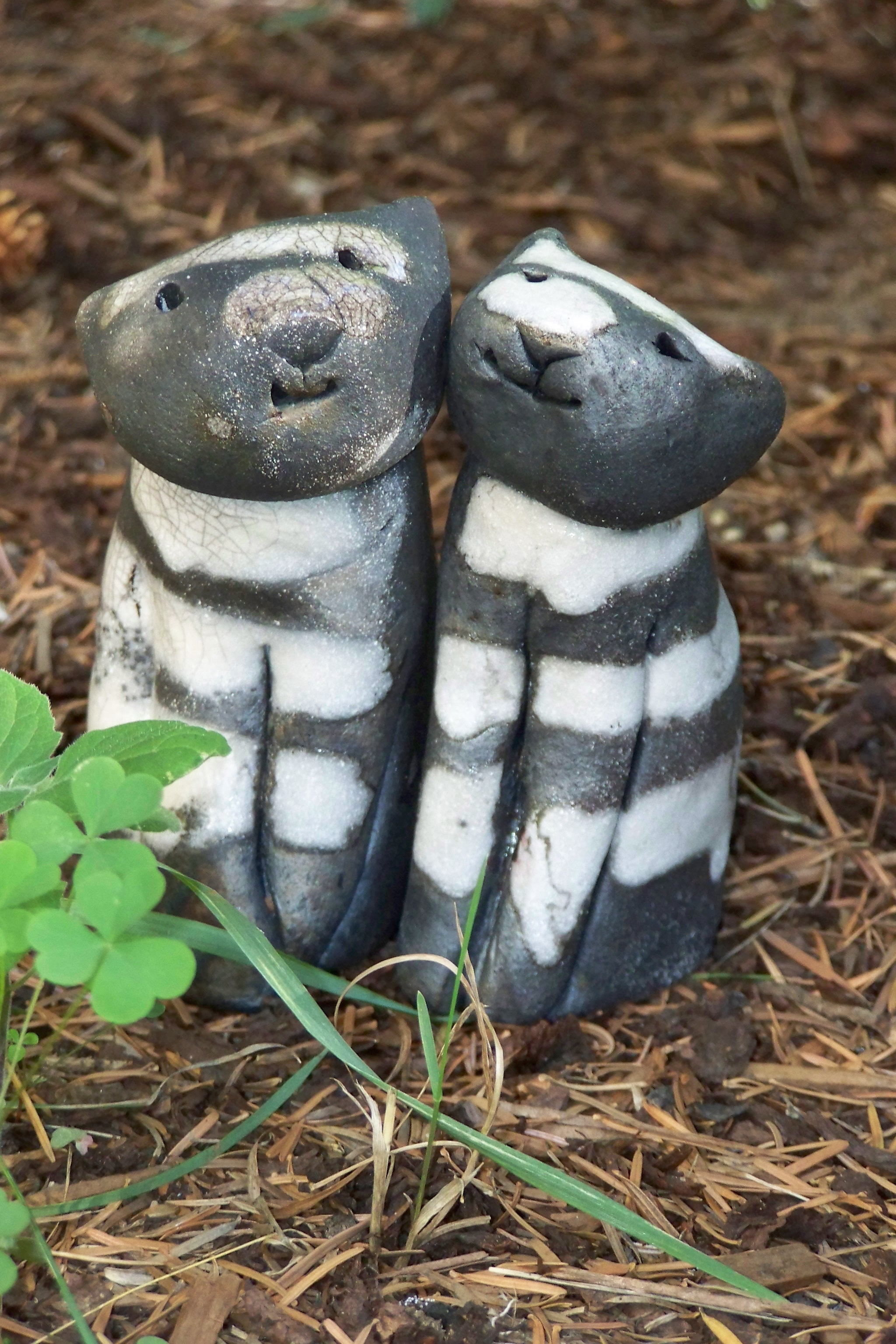
Macskapár
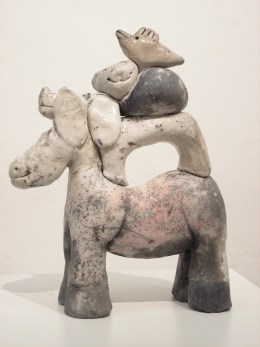
Brémai muzsikusok (Rakukerámia)